# Carex cephalophora
Espèce
Classification phylogénétique
Le Carex porte-tête (Carex cephalophora) est une espèce des plantes du genre Carex et de la famille des Cyperaceae.